# Friedel Schüller
Friedel Schüller (* 1. November 1953) ist ein ehemaliger deutscher Fußballtorwart. Bei den Vereinen MSV Duisburg und Arminia Bielefeld hat Schüller jeweils ein Bundesligaspiel absolviert. In der 2. Fußball-Bundesliga sind für den Torhüter bei den Vereinen 1. FC Mülheim und Arminia Bielefeld insgesamt 33 Ligaeinsätze notiert.

## Karriere
Schüller sammelte seine ersten Erfahrungen im Seniorenbereich beim FC Alemannia Plaidt in der Fußball-Rheinlandliga. Zur Saison 1975/76 wurde das Torhütertalent aus dem Pellenzer Hügelland vom Zweitligisten 1. FC Mülheim verpflichtet. Im Team um Norbert Eilenfeldt, Reiner Greiffendorf, Klaus-Dieter Mackowiak und Herbert Stoffmehl kämpfte er intern um die Nummer 1 gegen den Torhüterkollegen Johannes Fröbus und im Lauf der Runde auch noch mit dem ehemaligen Nationaltorhüter Manfred Manglitz. Mit drei Trainern versuchte Mülheim den Klassenerhalt zu erringen: Horst Bistrich (bis 9/1975), Richard Winking (9/75 bis 2/76) und ab Februar 1976 mit Josef Gesell. Am Rundenende stieg Mülheim auf dem 17. Rang ab und Schüller hatte in 21 Einsätzen sein Talent bestätigt. Er wurde zur Saison 1976/77 vom Bundesligisten MSV Duisburg als Ersatztorhüter hinter Gerhard Heinze unter Vertrag genommen. Am 14. Rundenspieltag, den 20. November 1976, bei einer 2:3-Auswärtsniederlage beim FC Schalke 04, wurde er in der 60. Minute für den verletzten Heinze eingewechselt. Es blieb bei diesem Kurzeinsatz in der Bundesliga und er unterschrieb zur Saison 1977/78 bei Arminia Bielefeld einen neuen Vertrag.
In Bielefeld hatte er aber mit Uli Stein ebenfalls eine klare Nummer 1 vor sich. Als die Arminen 1977/78 die Meisterschaft in der 2. Bundesliga und damit die Bundesligarückkehr erreichten, saß er in allen 38 Ligaspielen auf der Ersatzbank. In der Bundesligasaison 1978/79 lief er am 30. September 1978, einer 1:3-Heimniederlage gegen Werder Bremen, in einem Bundesligaspiel für Bielefeld auf. Hinter der Abwehr mit Eduard Angele, Hans-Werner Moors, Frank Pagelsdorf und Wolfgang Pohl konnte er aber die Heimniederlage nicht verhindern. Nach dem Bundesligaabstieg bestritt er bei der Erringung der Zweitligameisterschaft 1979/80 zwölf Ligaspiele für die Arminen und erlebte die Bundesligasaison 1980/81 wiederum auf er Ersatzbank: Jetzt war Wolfgang Kneib die klare Nummer 1.
Anfang der 1980er Jahre wechselte er neben anderen ehemaligen Profis wie Wolfgang Flüshöh, Thomas Ellenberg und Ex-Nationalspieler Klaus Wunder ins Amateurlager zum FC Gohfeld, mit dem er in der Oberliga Westfalen und im DFB-Pokal spielte. Nach kurzen Zwischenstationen beim SC Verl und TuS Quelle übte er ab 1988/89 die Tätigkeit des Physiotherapeuten bei der SG Wattenscheid 09 aus.